# Orth Győző
Orth Győző (Temesvár, 1912. augusztus 13. – Lynwodd, Amerikai Egyesült Államok, 1988. szeptember 5.) romániai magyar költő, szerkesztő, egyházi író.

## Élete
Középiskoláit szülővárosában, Temesváron, a Piarista Főgimnáziumban végezte el 1929-ben. Lelkészi képesítést szerzett a Református Teológián, Kolozsváron. Később, ösztöndíjasként Bázelben folytatta tanulmányait. Oravicabányán és Kolozsváron lett segédlelkész, később a Királyhágómelléki Református Egyházkerület utazótitkárává vált. Ekkor átvette a Református Jövő című családi folyóirat, valamint a Gyermekkönyvtár és a Református Könyvtár (1937 és 1939 között) kiadványsorozatainak szerkesztését. Ezen sorozatokban jelent meg az Ajtay Gáborral közösen megírt füzete A cselédmisszió (Nv. é. n.) címmel, majd Zwingli-életrajza (Isten harsonája, Nv. 1939). Továbbá az ő fordításában megjelent a Max Schaerer által írt Szundar Szing indiai misszionárius életéről szóló könyv (Nv. 1939). Szintén Orth Győző fordításában megjelent még Richard Nutzinger Haláltánc című középkori misztériumjátéka (Nv. é. n.), viszont ez már a sorozaton kívül. 
Mint tábori lelkész, nyugat felé sodródott, ott hadifogságba került, később, onnan kiszabadulva először Németország területén, 1948 és 1959 között Kanadában, majd azután haláláig az Amerikai Egyesült Államokban volt lelkész.
1947-től kezdődően az Evangéliumi Világszolgálat című folyóirat szerkesztője volt, 1949-től pedig a Kiáltó Szó szerkesztőjeként és kiadójaként munkálkodott. Ezen kívül rendszeresen publikált a Reformátusok Lapja és az Új Élet (Calgary) című folyóiratokban. Segítsége nélkül nem jöhetett volna létre a Lynwood-ban található Kálvin Református Egyház. A Western Classis of the Calvin synod of the United Church of Christ dékánja, és a magyar nyelven leadott vallási témájú rádióadások irányítója volt Chicagóban.